# Héroes para la vida
Héroes para la vida (en hebreo: לוחמים ללא גבולות) (en inglés: Heroes for life) es una organización no gubernamental fundada en el año 2013 por tres oficiales de las Fuerzas de Defensa de Israel (FDI) que habían servido juntos en la unidad militar Duvdevan durante ocho años, y que luego se embarcaron en un viaje después de realizar el servicio militar juntos, un viaje que los soldados de las FDI suelen llevar a cabo después de completar el servicio militar.

## Historia del grupo
Héroes para la vida fue fundado en 2013 por tres oficiales de la unidad militar Duvdevan, que mientras viajaban por el Lejano Oriente, se encontraron con que muchos israelíes visitaban los países del Tercer mundo, y se dieron cuenta del potencial de usar ese recurso humano, para mostrar al mundo un rostro más humano y amable de la nación de Israel, de una manera positiva a través del trabajo voluntario. La organización es presidida por un ex-oficial de la Fuerza Aérea Israelí, el Mayor General Eliezer Shkedi. La única condición para unirse a una delegación de Héroes para la vida, es alistarse como voluntario de la organización, en una aldea juvenil en Israel durante tres días. El día del año nuevo judío (Rosh Hashaná), Gili, uno de los tres amigos, se hospedó en una casa que pertenecía al movimiento jasídico Jabad Lubavitch, que estaba situada en la isla de Ko Samui, en el Reino de Tailandia, junto con más de 1.00 turistas israelíes. Gili quedó asombrado por la tremenda cantidad de mochileros israelíes que viajaban cada año a países pobres, y fue entonces cuando nació la idea de utilizar a los exsoldados viajeros para hacer del mundo un lugar mejor.

## Actividades del grupo por país

### África

#### Etiopía
En marzo de 2017, la organización expandió su actividad voluntaria a Etiopía. La primera delegación partió hacia allí en marzo, y permaneció en aquel país dos semanas. En esa expedición, los voluntarios trabajaron con niños. Las actividades incluyeron la enseñanza del idioma inglés y las matemáticas, higiene dental y música. También participaron en la renovación de un refugio que se encuentra cerca de la ciudad de Gondar, situada en la región norte de Etiopía. Además del programa de voluntariado, la delegación también contaba con un dentista que ofrecía sus servicios a los niños del refugio que necesitaban atención médica. La expedición contó con la colaboración de una organización local etíope, y con la cooperación de la organización israelí Eden.

#### Sudáfrica
En marzo de 2018, los mochileros llegaron a los suburbios de Ciudad del Cabo, en Sudáfrica y se quedaron dos semanas en el país, para llevar a cabo tareas humanitarias y actividades educativas con los niños pobres de la ciudad. Los voluntarios impartieron clases de aritmética, música e inglés. Los mochileros contribuyeron a la renovación y mejora de las condiciones de vida de los niños, colaborando en proyectos agrícolas y pintando edificios residenciales. Además de trabajar con los niños del barrio, los fines de semana están dedicados a labores de voluntariado con la comunidad judía local.

### América

#### Argentina
Cada año en diciembre, los mochileros voluntarios organizan una expedición a la localidad de San Fernando en el Gran Buenos Aires, Argentina. La misión de voluntariado dura dos semanas, y durante ese tiempo se concentran en realizar diversas actividades educativas con los niños del barrio. Cada expedición está formada por un grupo de entre 20 y 25 voluntarios. Las labores de los voluntarios se dividen en dos turnos, el turno de la mañana está dedicado principalmente a llevar a cabo varios proyectos de pintura y de restauración, que son planeados y ejecutados por los mochileros voluntarios (por ejemplo la delegación del año 2015 construyó un comedor para los niños del barrio) en segundo lugar, el turno de la tarde está dedicado a enseñar a los niños diversas materias tales como: inglés, matemáticas, música, valores personales, e higiene dental. Uno de los principios del grupo es la continuidad del trabajo realizado por cada delegación, cada expedición trabaja con los mismos niños que las delegaciones precedentes, así se crea un hermoso y valioso vínculo con la población local. Las misiones de voluntariado en la Argentina, empezaron en el año 2015, con la llegada al país del equipo Oz, y en 2017 fue la tercera vez que el proyecto tuvo lugar en el barrio. Aparte de las actividades realizadas con los niños del barrio durante la semana, los fines de semana están dedicados a fortalecer los lazos con la comunidad judía argentina. Esta actividad tiene lugar juntamente con el movimiento macabeo en la Argentina, y está dirigida a chicos de la comunidad judía de Buenos Aires. El nombre del equipo Oz, está dedicado a la memoria del sargento Oz Mendelovich, el cual murió en la Franja de Gaza durante la operación militar "margen protector".

#### Brasil
25 mochileros israelíes en su viaje después del ejército, la mayoría de ellos veteranos de las unidades de combate de las FDI, decidieron trabajar como voluntarios en las favelas de Río de Janeiro, Brasil, y enseñar a los niños locales inglés y matemáticas, y renovar las instituciones comunitarias como parte del programa de la organización. Uno de los voluntarios, Lior Tabib, es un exoficial de la Fuerza Aérea Israelí que perdió a su amigo, el capitán Tal Nachman en 2014 en Gaza. Los dos habían planeado viajar juntos por América del Sur, y Lior decidió unirse a la delegación en memoria de su amigo. El capitán Nachman murió en un incendio durante las operaciones en la Franja de Gaza hacía cuatro años, cuando un soldado del batallón de reconocimiento Givati accidentalmente le disparó después de confundirlo con un terrorista. Al principio, Lior y sus colegas trabajaron en una favela de Cantagalo, y recientemente se mudaron a otro lugar, a un centro comunitario en el barrio de Pavuna, que está situado en las afueras de la ciudad y está rodeado de favelas. Todos los días, Lior y sus amigos imparten clases en diferentes materias para los niños locales con la ayuda de los miembros de la comunidad judía de la ciudad, que sirven como intérpretes. Los voluntarios también están ayudando a renovar el centro comunitario en el vecindario.
El equipo desplegado en Brasil se llama «Danielle» en honor a la memoria de Danielle Sonnenfeld, una voluntaria del servicio nacional, que trabajó con niños con cáncer en el Centro Médico Schneider, y que había muerto en un accidente de tránsito hacía tres años. Además de Brasil, hay delegaciones que van cada año a países como: India, Nepal, Sudáfrica, Guatemala, México, Argentina y Etiopía.

#### Guatemala
En septiembre de 2018, la ONG ampliará su actividad de voluntariado a Guatemala. La primera delegación viajará allí en septiembre de 2018 y la misión tendrá una duración de dos semanas. En esta expedición, los voluntarios van a trabajar con los niños. Las actividades incluirán clases de inglés y matemáticas, así como salud dental y música. También participarán en la renovación de un refugio que se encuentra cerca de la Ciudad de Guatemala.

#### México
En septiembre de 2018, la organización «Héroes para la vida» expandirá su actividad voluntaria a México. La primera delegación irá a México en septiembre de 2018 y la misión durará dos semanas. En esta expedición, los voluntarios van a trabajar con los niños. Las actividades incluyen la enseñanza del idioma inglés y las matemáticas, la higiene personal, y la música. También participarán en la renovación de un refugio que se encuentra cerca de la Ciudad de México.

### Asia

#### India
Cada año en septiembre, la expedición de los mochileros israelíes viaja hasta Mumbai, en la India. El trabajo de los voluntarios dura dos semanas y está dedicado a realizar varias actividades como enseñar el idioma inglés, matemáticas, música e higiene dental. En segundo lugar se realizan actividades para renovar y mejorar las condiciones de vida de los niños, así como diversos proyectos agrícolas, se pintan edificios y estructuras residenciales. Las expediciones de los voluntarios a la India empezaron en el año 2014. Uno de los principios de la organización es la continuidad, por ese motivo cada delegación trabaja con los mismos niños que las expediciones precedentes. Además de las actividades con los niños en los suburbios del barrio durante la semana, los fines de semana se dedican al trabajo voluntario con la comunidad judía local. La finalidad de estas actividades es fortalecer la conexión con esas comunidades mediante el intercambio cultural, de esa manera los voluntarios aprenden sobre el modo de vida de la comunidad y disfrutan de los sabores y colores de la India. El nombre de la expedición es Daniel, en memoria del sargento de las FDI Daniel Pomerantz, el cual murió durante la operación militar «margen protector», que tuvo lugar en la Franja de Gaza.

#### Nepal
En octubre de 2017, la organización «Héroes para la vida» expandió sus actividades de voluntariado a la nación de Nepal. La primera delegación partió hacia allí en octubre y permaneció dos semanas en el país. En esa expedición, los voluntarios trabajaron con los niños. Las actividades incluyeron la enseñanza del idioma inglés, matemáticas, higiene personal y música. También participaron en la renovación del refugio residencial que se encuentra cerca de la ciudad de Katmandú.